# Molson Indy Toronto 1998
Molson Indy Toronto var ett race som var den elfte deltävlingen i CART World Series 1998. Den kördes den 19 juli, på Exhibition Place i Toronto, Kanada. Alex Zanardi kom tillbaka från en snurrning samt en trafikstockning, och han vann sin fjärde raka seger och erkände efteråt att han hade haft tur, men han bad inte om ursäkt för den. Med den sjätte segern för säsongen utökade Zanardi sin ledning, som i sammanhanget blev enorm. Jimmy Vasser blev trea i tävlingen, och gick upp som tvåa i mästerskapet, i och med att Greg Moore hade ett tredje misslyckat race i rad. 

## Slutresultat
| Plats | Förare               | Team                     | Grid | Kvaltid  |
| ----- | -------------------- | ------------------------ | ---- | -------- |
| 1     | Alex Zanardi         | Chip Ganassi Racing      | 2    | 58,737   |
| 2     | Michael Andretti     | Newman/Haas Racing       | 3    | 58,748   |
| 3     | Jimmy Vasser         | Chip Ganassi Racing      | 6    | 59,172   |
| 4     | Bobby Rahal          | Team Rahal               | 9    | 59,348   |
| 5     | Bryan Herta          | Team Rahal               | 17   | 59,769   |
| 6     | Scott Pruett         | Patrick Racing           | 8    | 59,313   |
| 7     | Richie Hearn         | Della Penna Motorsports  | 13   | 59,514   |
| 8     | Max Papis            | Arciero-Wells Racing     | 20   | 1.00,186 |
| 9     | Adrián Fernández     | Patrick Racing           | 16   | 59,676   |
| 10    | Hélio Castroneves    | Bettenhausen Motorsports | 21   | 1.00,195 |
| 11    | Greg Moore           | Forsythe Racing          | 12   | 59,480   |
| 12    | Maurício Gugelmin    | PacWest Racing           | 19   | 1.00,049 |
| 13    | Robby Gordon         | Arciero-Wells Racing     | 22   | 1.00,534 |
| 14    | Paul Tracy           | Team KOOL Green          | 10   | 59,361   |
| 15    | Arnd Meier           | Davis Racing             | 25   | 1.00,808 |
| 16    | Christian Fittipaldi | Newman/Haas Racing       | 5    | 58,999   |
| 17    | Al Unser Jr.         | Marlboro Team Penske     | 14   | 59,534   |
| 18    | Michel Jourdain Jr.  | Payton/Coyne Racing      | 24   | 1.00,798 |
| 19    | P.J. Jones           | All American Racing      | 23   | 1.00,798 |
| 20    | Dario Franchitti     | Team KOOL Green          | 1    | 58,694   |
| 21    | Gualter Salles       | Payton/Coyne Racing      | 28   | 1.01,162 |
| 22    | Tony Kanaan          | Tasman Motorsports       | 7    | 59,185   |
| 23    | André Ribeiro        | Marlboro Team Penske     | 11   | 59,416   |
| 24    | JJ Lehto             | Hogan Racing             | 26   | 1.00,957 |
| 25    | Patrick Carpentier   | Forsythe Racing          | 18   | 59,834   |
| 26    | Mark Blundell        | PacWest Racing           | 15   | 59,668   |
| 27    | Gil de Ferran        | Walker Racing            | 4    | 58,862   |
| 28    | Alex Barron          | All American Racing      | 27   | 1.01,035 |